# Kommila bangård
Kommila bangård (förkortat Kmm) är en bangård i det finländska järnvägsnätet. Stationen finns i staden Varkaus längs banavsnittet Pieksämäki–Joensuu.